# Гондофар I
Гондофар I — засновник Індо-парфянського царства на території сучасних Афганістану, Пакистану та Північної Індії.

## Життєпис
Гондофар I захопив Кабульську долину й області Пенджабу та Сінду у скіфських царів. Також, імовірно, низка васальних правителів перейшли під владу Гондофара I від індо-скіфів. Імперія Гондофара була величезною, але слабо організованою, тому вона розпалась невдовзі по його смерті. Столицею держави було місто Таксила.